# Цейров, Евгений Мильевич
Евгений Мильевич Цейров (1909—1961) — советский учёный, профессор, доктор технических наук, лауреат Ленинской премии (1962).

## Биография
Вырос в Приморско-Ахтарске. Окончил электротехнический факультет Новочеркасского индустриального института.
Работал в ВЭИ (Всесоюзный ордена Ленина электротехнический институт им. В. И. Ленина), последняя должность — зав. лабораторией.
В 1941 г. предложил аналитический метод расчета электрической дуги.
Профессор, доктор технических наук.
Похоронен на Введенском кладбище (4 уч.).

## Награды
- Ленинская премия 1962 г. (в составе коллектива) — за создание комплекса высоковольтного оборудования на напряжение 500 кВ переменного тока.